# Contea di Shelby contro Holder
Contea di Shelby contro Holder (2013) è una sentenza della Corte suprema degli Stati Uniti relativa alla costituzionalità di due disposizioni del Voting Rights Act, legge che mirava al rispetto dei diritti civili e allo smantellamento della segregazione razziale emanata nel 1965 da Lyndon B. Johnson, il quale, all'atto della firma, la definì una delle leggi più importanti nella storia degli Stati Uniti.
Il 25 giugno 2013 la Corte suprema, dietro richiesta della contea di Shelby, ha dichiarato incostituzionale la sezione 4 del Voting Rights Act che sottoponeva alcuni stati del Sud a un controllo preventivo da parte degli organismi federali delle leggi emanate dagli Stati stessi o dalle giurisdizioni che ne fanno parte, per via della loro storia di discriminazione razziale e in base alla loro storia di discriminazione nel voto; lo scopo era di evitare che nuove leggi fossero preclusive all'esercizio del diritto di voto da parte degli elettori afroamericani.
L'incostituzionalità sarebbe derivata dal fatto che, non sussistendo più i motivi che avevano condotto alla sezione 4, tale sezione era discriminatoria nei confronti di alcuni Stati, quindi in contrasto con l'articolo della Costituzione che sancisce la sovranità di ogni Stato.
La decisione è stata approvata con cinque voti a favore e quattro contrari.
Con l'abolizione della sezione 4, gli Stati hanno la possibilità di cambiare le leggi elettorali senza un preventivo controllo e di disporre nuove regole per la registrazione al voto.
Le prime elezioni in cui è stata applicata questa decisione si sono tenute nel 2016. Dopo la sentenza, tuttavia, sono state decise limitazioni del diritto di voto in diversi Stati.